# Cuisine du Honduras

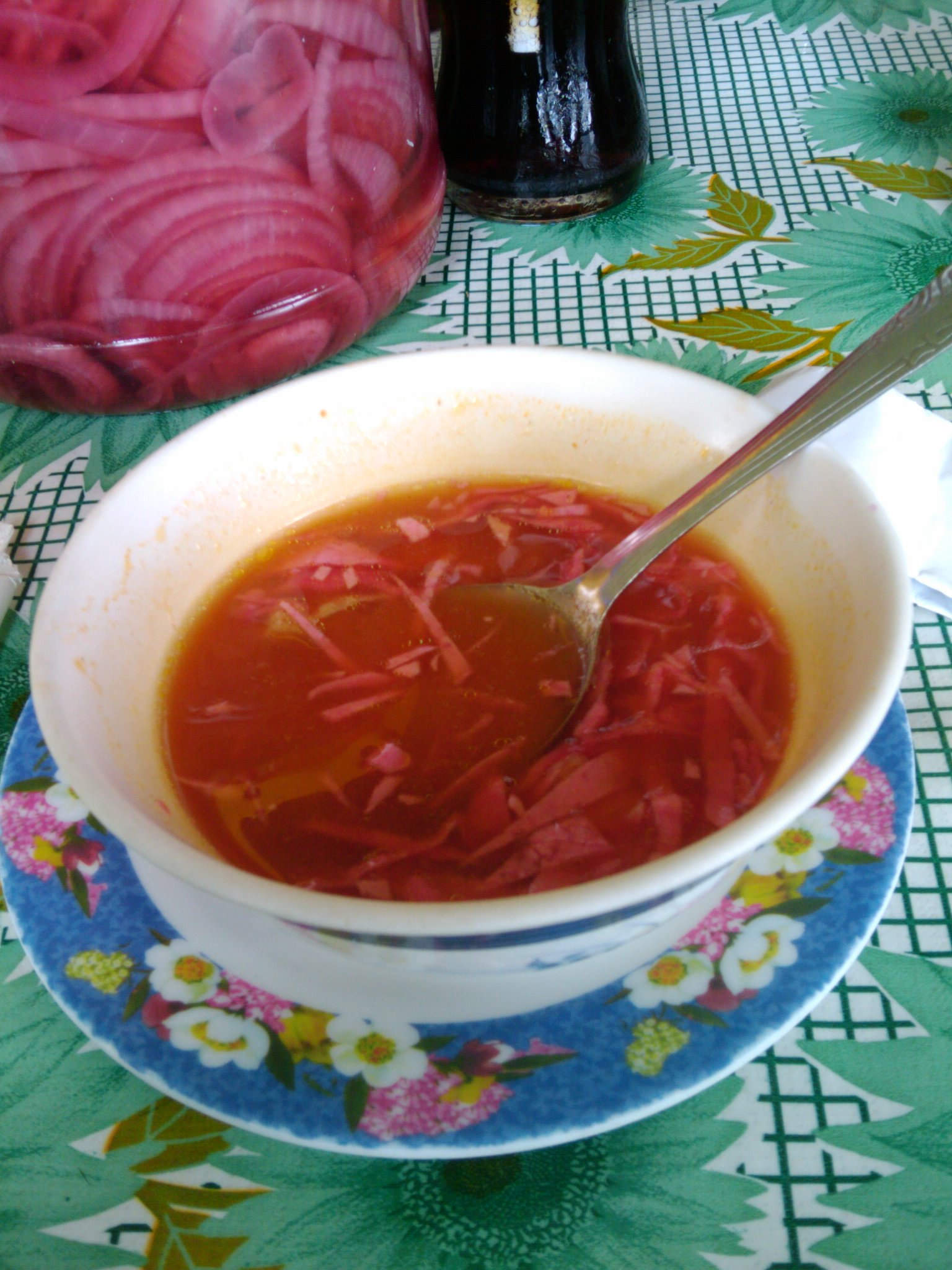
Sopa de tortilla

Parmi les mets les plus typiques du Honduras figurent les bondas, faits à base de fruits de mer, de tortillas, d'enchiladas, de tamales de elote, de nacatamales (repas complet à base de porc ou de poulet, de légumes, de pâte de maïs et de riz, cuits à l'étouffée dans une feuille de bananier), de yuca et de tapado.
Pour ce qui est des fruits tropicaux couramment utilisés[Comment ?], ce sont des mangues, des papayes, des avocats, des bananes et des ananas.